# The Legacy (Testament)
The Legacy è il primo album in studio del gruppo musicale statunitense Testament, pubblicato il 21 aprile 1987 dalla Atlantic Records e dalla Megaforce Records.
Il titolo del disco deriva dal primo nome della band.

## Tracce
1. Over the Wall – 4:07
2. The Haunting – 4:14
3. Burnt Offerings – 5:06
4. Raging Waters – 4:33
5. C.O.T.L.O.D. – 2:32
6. First Strike Is Deadly – 3:45
7. Do or Die – 4:38
8. Alone in the Dark – 4:03
9. Apocalyptic City – 5:51

## Formazione
- Chuck Billy - voce
- Eric Peterson - chitarra ritmica
- Alex Skolnick - chitarra ritmica e solista
- Greg Christian - basso
- Louie Clemente - batteria